# Emisfero boreale

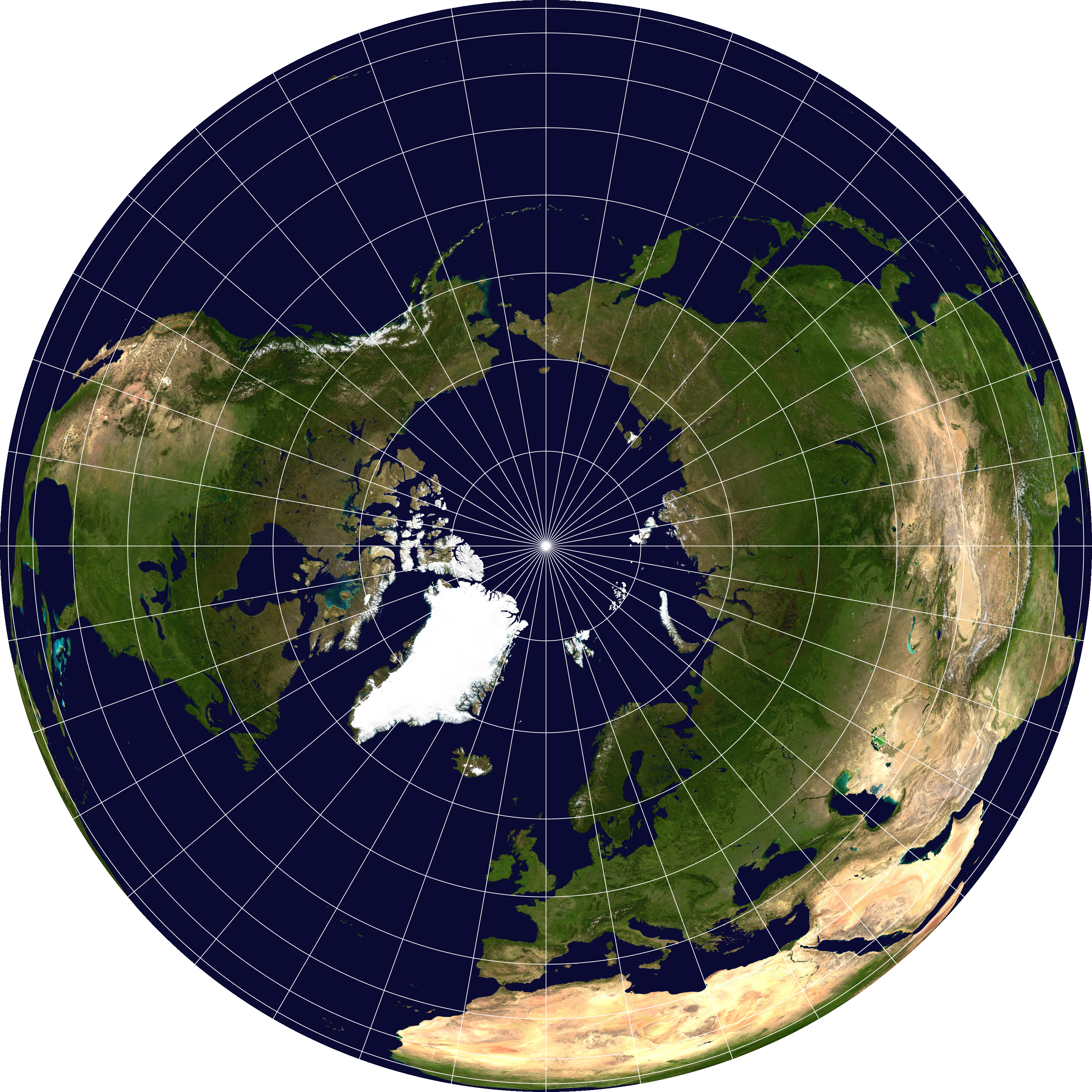
L'emisfero settentrionale

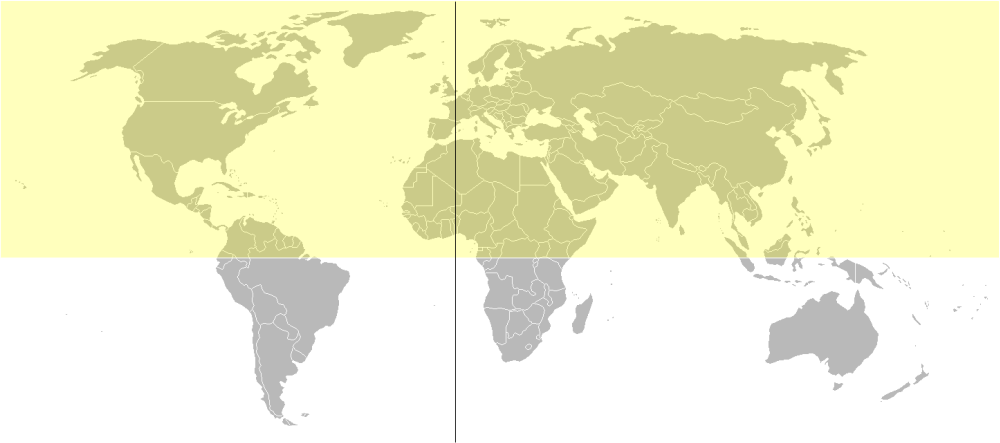
L'emisfero boreale è evidenziato in giallo

L'emisfero boreale, anche  detto emisfero settentrionale, è la calotta semisferica del globo terrestre posta a nord dell'equatore, quindi con latitudine N. L'altra metà del globo è detta emisfero australe.

## Descrizione
Su di esso si trovano i continenti:
- Asia (ad eccezione di alcune isole indonesiane e maldiviane)
- Africa settentrionale e centrale
- Europa per intero
- America settentrionale  per intero
- America meridionale del nord

Oltre a ciò troviamo la regione artica e alcune isole dell'Oceania (ad esempio Palau, parte di Kiribati e le isole Marshall)
Per quanto riguarda gli oceani troviamo:
- la parte settentrionale dell'Oceano Atlantico inclusi dei mari marginali:
  - Mar Mediterraneo
    - Mar Nero

  - Mare Glaciale Artico
  - Mare dei Caraibi
- la parte settentrionale dell'Oceano Pacifico inclusi dei mari marginali:
  - Mar Giallo
  - Mar Cinese Orientale
  - Mar Cinese Meridionale
- una piccola parte dell'Oceano Indiano, inclusi dei mari marginali:
  - Mar Rosso
  - Golfo Persico
  - Golfo del Bengala

### Caratteristiche
Nell'emisfero boreale l'inverno va dal 21 dicembre al 20 o 21 marzo, l'estate dal 21 giugno al 22 o 23 settembre; nell'emisfero australe è il contrario. Equinozi e solstizi: nell'emisfero boreale il solstizio d'estate avviene il 21 giugno; il solstizio d'inverno avviene il 21 dicembre; l'equinozio d'autunno avviene il 23 settembre; l'equinozio di primavera avviene il 21 marzo.
Nell'emisfero settentrionale, gli oggetti in movimento sopra la superficie della Terra tendono a ruotare verso destra a causa dell'effetto Coriolis. Ne consegue che i grandi flussi orizzontali di aria o acqua tendono a ruotare in senso orario, generando dei percorsi di rotazione delle correnti marine denominati con il termine inglese di gyre, particolarmente evidenti nei bacini oceanici del Nord Atlantico e del Pacifico settentrionale. L'emisfero opposto al boreale è l'emisfero australe. In astronomia si intende con emisfero celeste boreale la parte di cielo situata a nord del piano equatoriale.